# Лестер, Джастин
Джастин Лестер (англ. Justin «Harry» Lester; род. 30 сентября 1983, Акрон, Огайо) — американский борец греко-римского стиля, победитель и призёр международных турниров, серебряный призёр Всемирных военных игр, чемпион Панамериканских игр, бронзовый призёр чемпионатов мира 2006 и 2007 годов, участник летних Олимпийских игр 2012 года в Лондоне. Выступал в полусредней весовой категории (до 66 кг).
На Олимпиаде в первой схватке победил японца Цутому Фуджимура, но затем уступил венгру Тамашу Лёринцу и стал 8-м в итоговом протоколе.